# Parafia św. Józefa w Horodzieju
Parafia św. Józefa w Horodzieju – rzymskokatolicka parafia znajdująca się w archidiecezji mińsko-mohylewskiej, w dekanacie nieświeskim, na Białorusi.

## Historia
Pierwszy kościół powstał w XVII w. Parafia erygowana w 1923. W 1925 zbudowano obecny kościół. W dwudziestoleciu międzywojennym parafia leżała w diecezji pińskiej, dekanacie Nieśwież.
W czerwcu 1942 Niemcy i policja białoruska podczas nagonki na Żydów aresztowali proboszcza horodziejskiego ks. Józefa Gogolińskiego. Został on później zamordowany wraz z 3 innymi kapłanami.
W 1946 kościół został znacjonalizowany przez komunistów. Po upadku ZSRS zwrócony wiernym. Parafia została reaktywowana w 1992. W 1996 wyremontowano kościół.